# Raik Hannemann
Raik Hannemann (Leipzig, Alemania, 19 de febrero de 1968) es un nadador retirado especializado en pruebas de estilo combinado. Ganó una medalla de bronce en los 400 metros estilos durante el Campeonato Europeo de Natación de 1985 y de bronce en los 200 metros estilos en el 1987 y finalmente una plata también en 200 metros estilos en el año 1989.

## Palmarés internacional
| Campeonato Europeo de Natación | Campeonato Europeo de Natación | Campeonato Europeo de Natación | Campeonato Europeo de Natación |
| Año                            | Lugar                          | Medalla                        | Prueba                         |
| ------------------------------ | ------------------------------ | ------------------------------ | ------------------------------ |
| 1985                           | Sofia ( Bulgaria)              | Medalla de bronce              | 400 m estilos                  |
| 1987                           | Estrasburgo ( Francia)         | Medalla de bronce              | 200 m estilos                  |
| 1989                           | Bonn ( Alemania Occidental)    | Medalla de plata               | 200 m estilos                  |